# 訃報 2021年11月
訃報 2021年11月（ふほう 2021ねん11がつ）では、2021年11月に物故した、又は物故が報じられた人物について纏める。

## 1日 - 15日

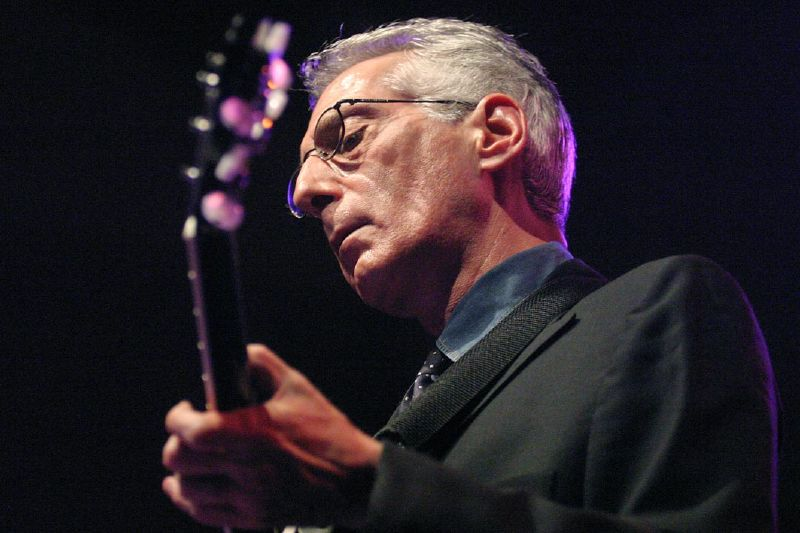
パット・マルティーノ／11月1日没

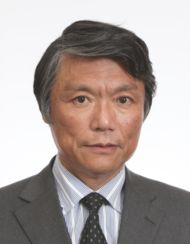
小川洋／11月2日没

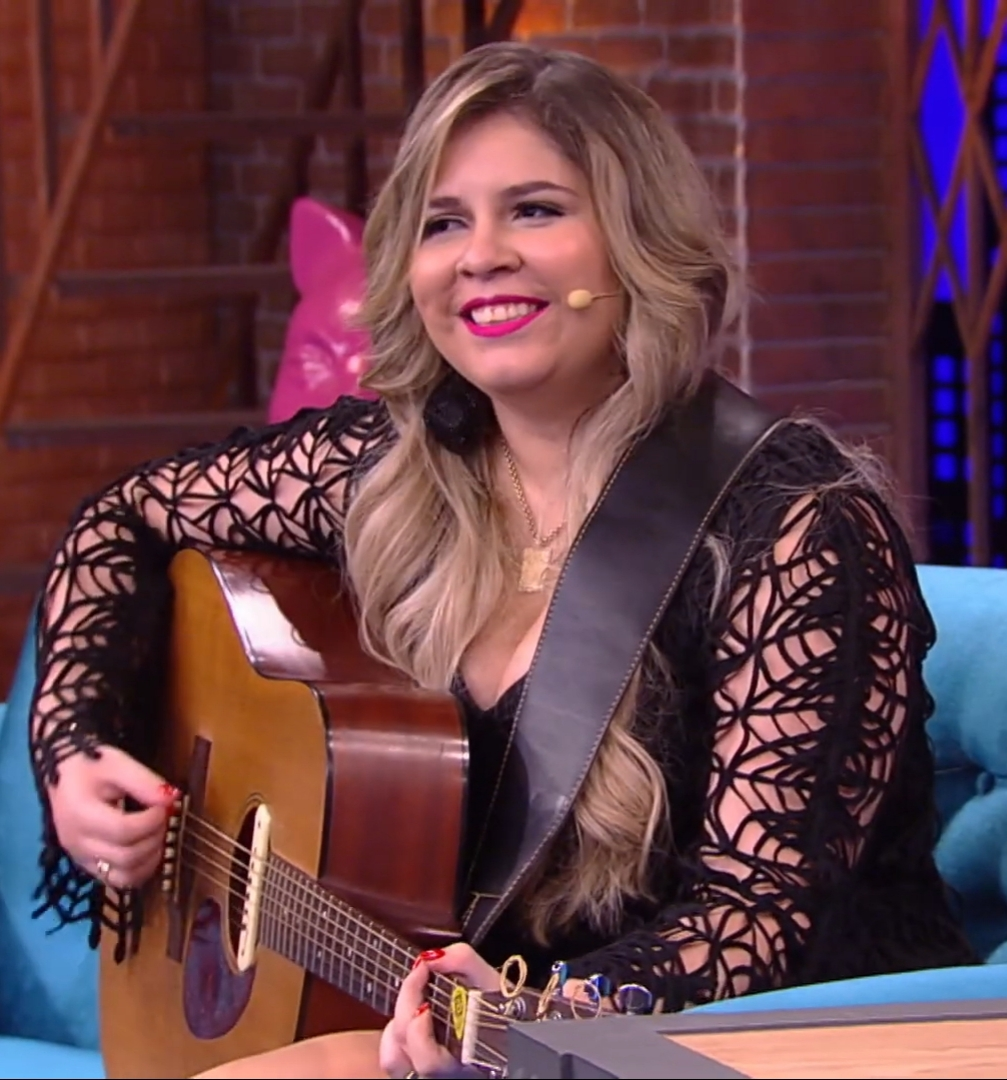
マリリア・メンドンサ／11月5日没

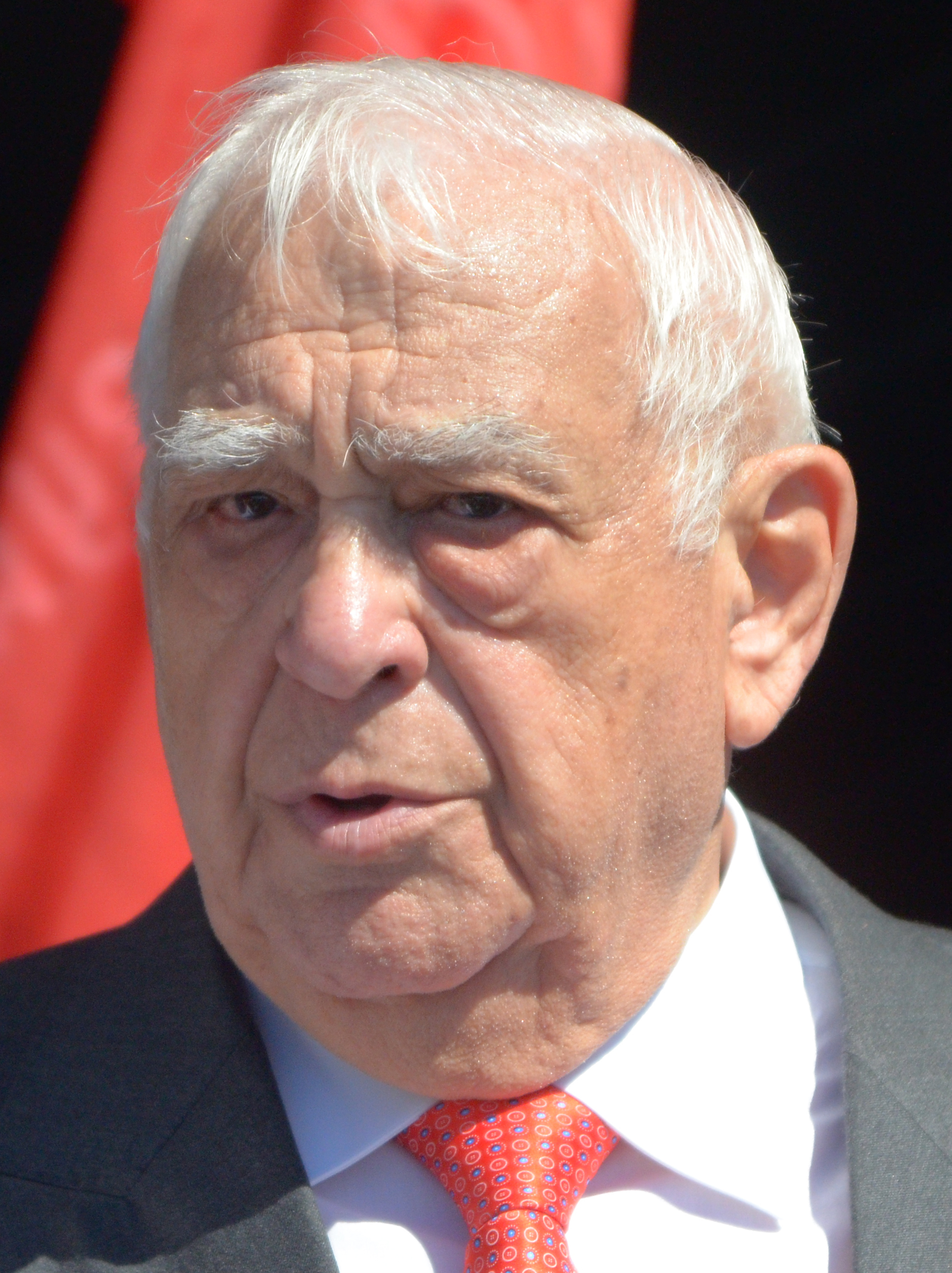
エフィム・ズヴャギリスキー／11月6日没

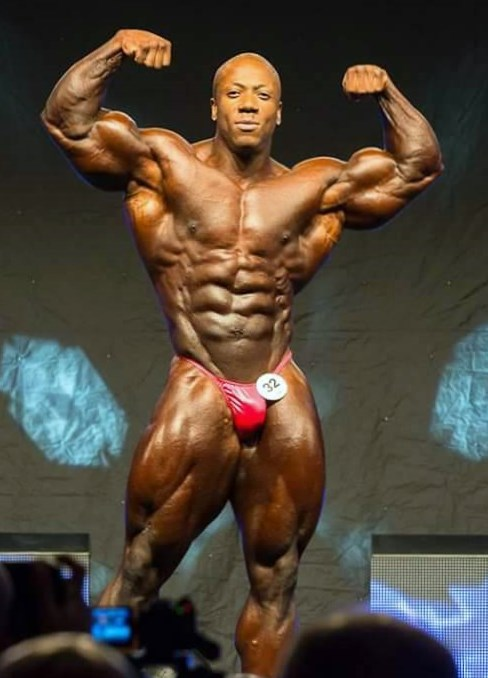
ショーン・ローデン／11月6日没

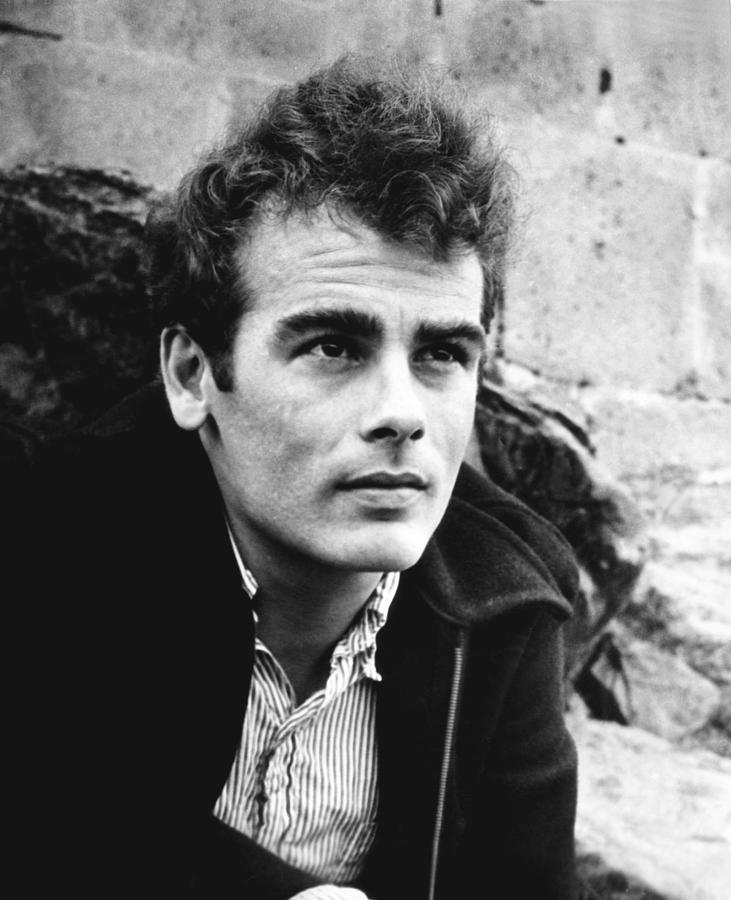
ディーン・ストックウェル／11月7日没

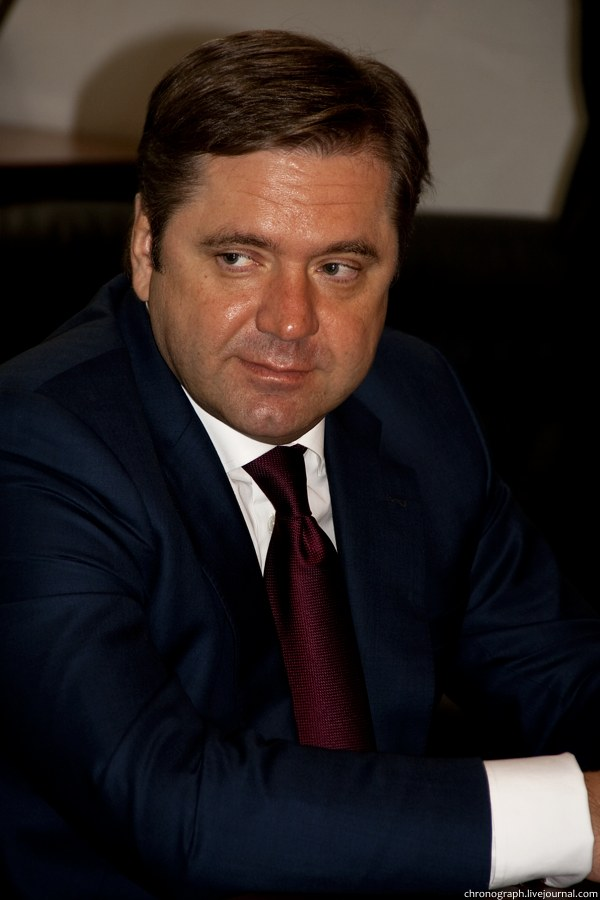
セルゲイ・シマトコ／11月7日没

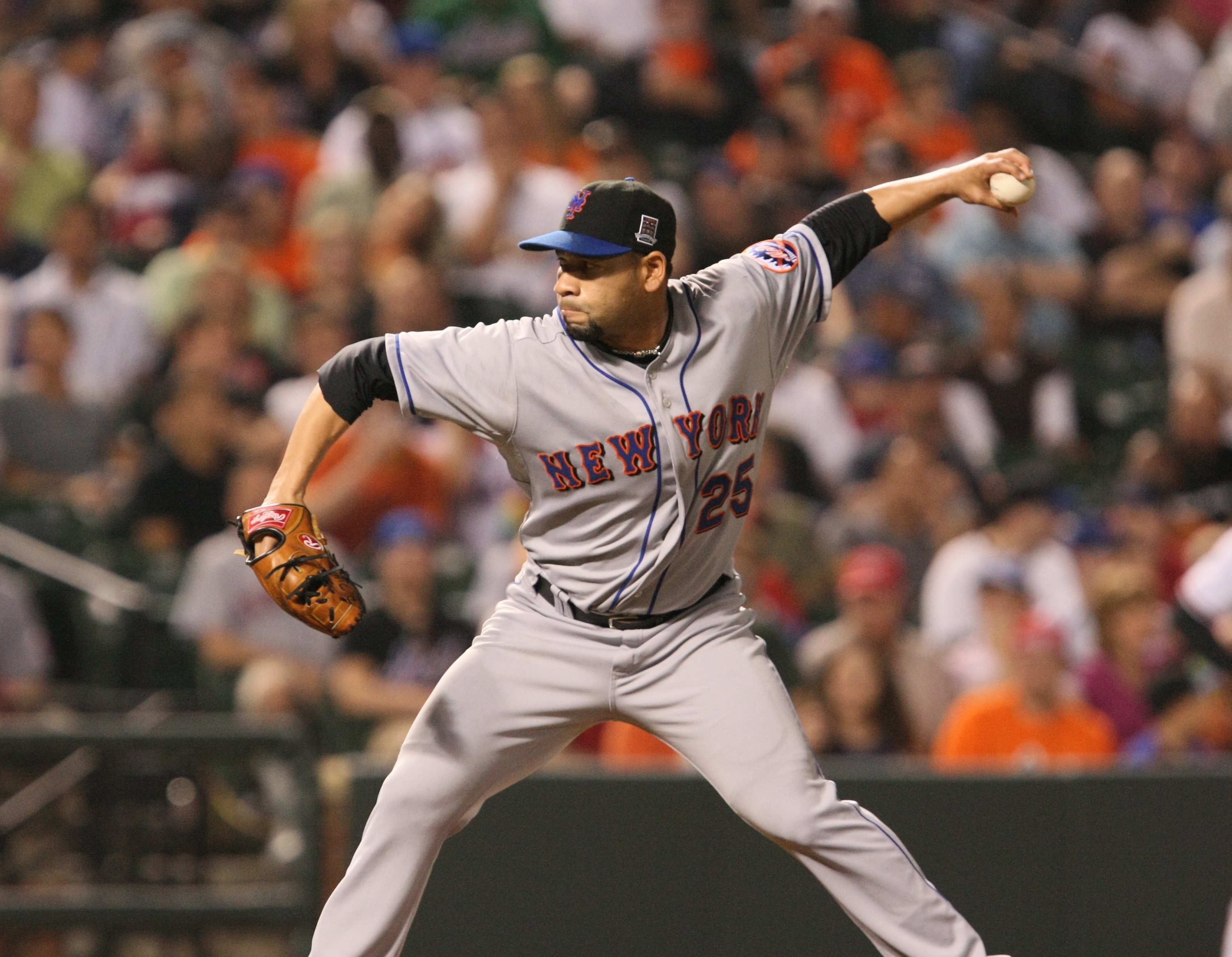
ペドロ・フェリシアーノ／11月8日没

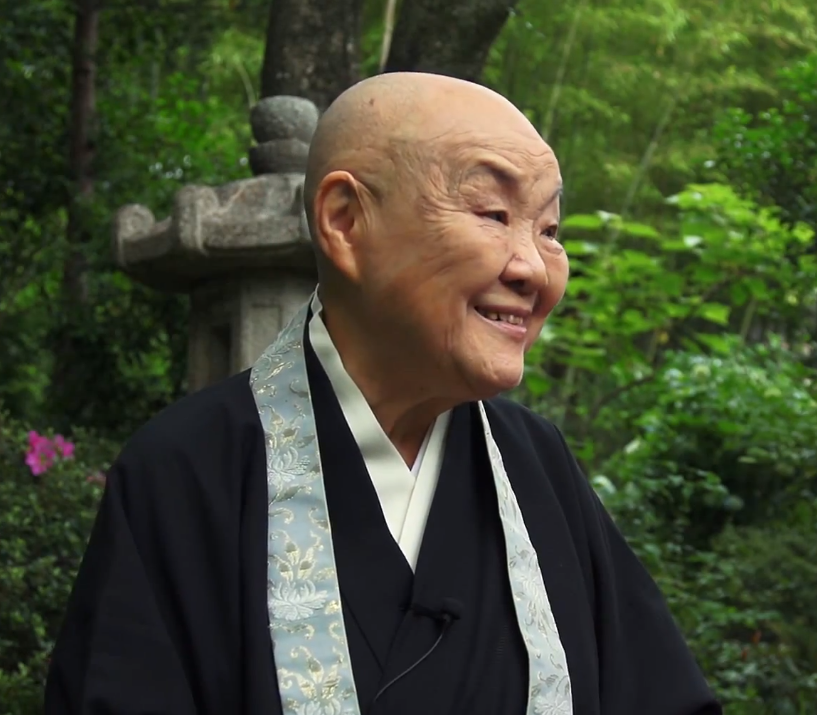
瀬戸内寂聴／11月9日没

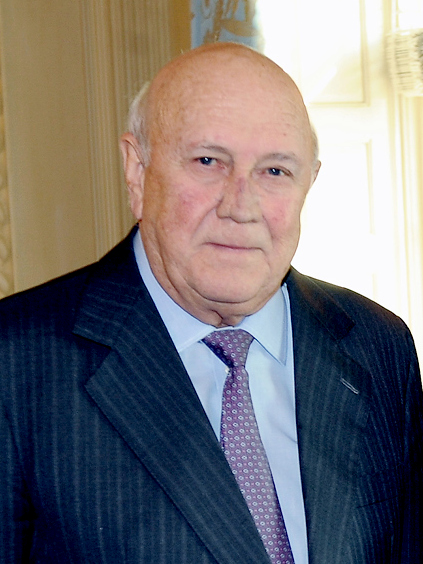
フレデリック・ウィレム・デクラーク／11月11日没

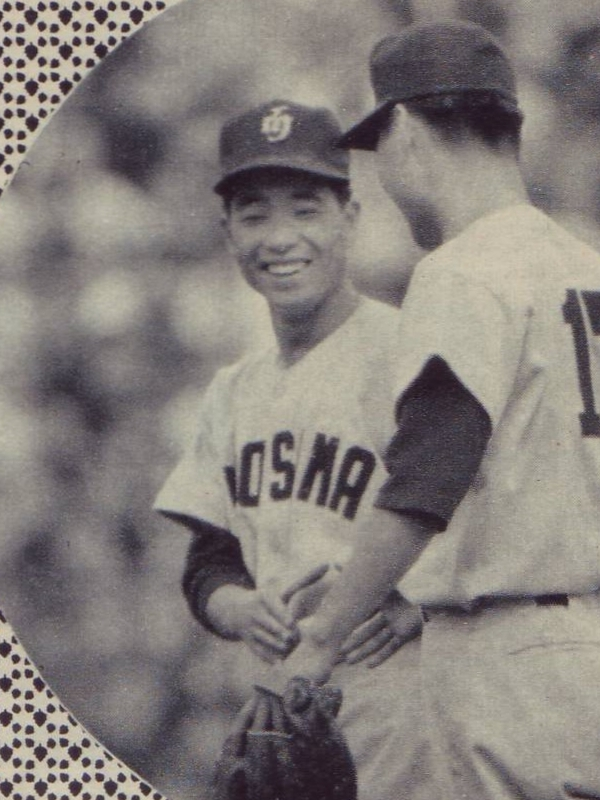
古葉竹識／11月12日没

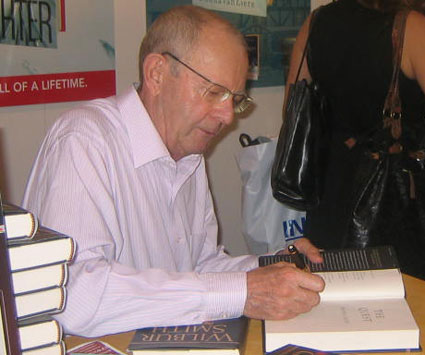
ウィルバー・スミス／11月13日没

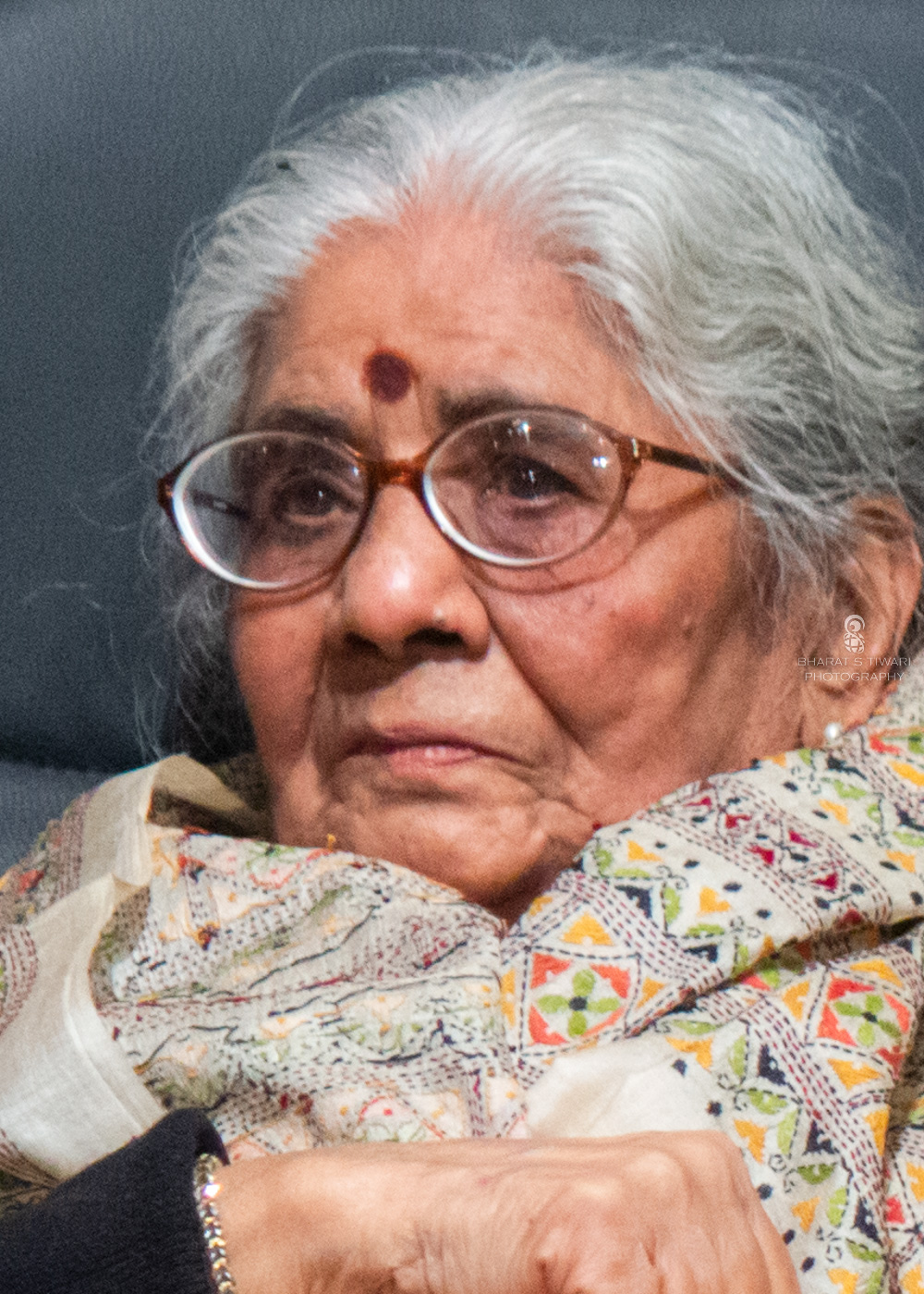
マンヌー・バンダーリー／11月15日没

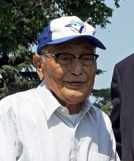
比留木忠治／11月15日没

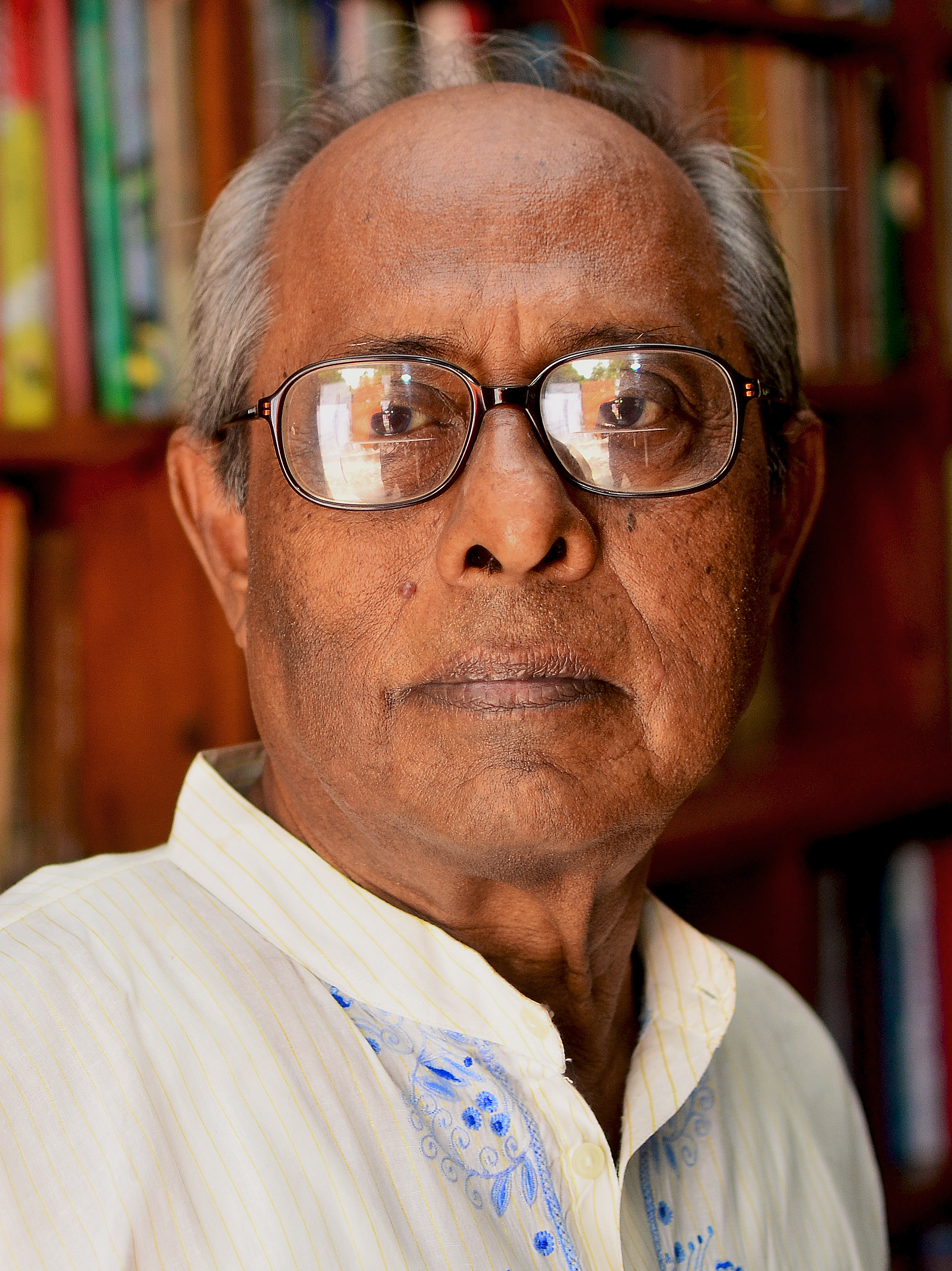
ハッサン・アジズル・ホク／11月15日没

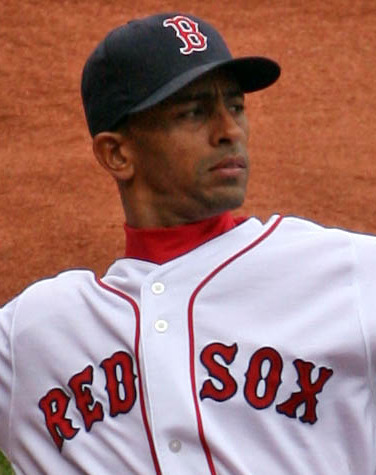
フリオ・ルーゴ／11月15日没

- 11月1日 - ヴァレンティーヌ・ルス＝シオバヌ（ルーマニア語版）、モルドバの彫刻家（* 1920年）[1]
- 11月1日 - アーロン・ベック、アメリカ合衆国の医学者、精神科医、ペンシルベニア大学教授（* 1921年）[2]
- 11月1日 - アルヴィン・パターソン（英語版）、キューバ出身のジャマイカのパーカッショニスト、元ボブ・マーリー&ザ・ウェイラーズメンバー（* 1930年）[3]
- 11月1日 - 中原伸之、日本の実業家、元東燃社長、元日本銀行政策委員会審議委員（* 1934年）[4]
- 11月1日 - ジルベルト・グラシオ（英語版）、ポルトガルのポルトガルギター製作者（* 1936年）[5]
- 11月1日 - エメット・チャップマン（英語版）、アメリカ合衆国のジャズミュージシャン、発明家、チャップマン・スティック発明者（* 1936年）[6]
- 11月1日 - グルライス・アクタル（英語版）、パキスタンの元フィールドホッケー選手、1968年メキシコシティーオリンピック金メダリスト（* 1943年）[7]
- 11月1日 - パット・マルティーノ、アメリカ合衆国のジャズギタリスト、作曲家（* 1944年）[8]
- 11月2日 - 李沢厚、中華人民共和国の思想家（* 1930年）[9]
- 11月2日 - 宇野郁夫、日本の経営者、元日本生命保険社長（* 1935年）[10]
- 11月2日 - 山本博巳、日本の実業家、元日立物流社長（* 1940年）[11]
- 11月2日 - ロニー・ウィルソン（英語版）、アメリカ合衆国のR&Bミュージシャン、ギャップ・バンドメンバー（* 1948年）[12]
- 11月2日 - 小川洋、日本の政治家・元通産官僚、第17・18・19代福岡県知事、元特許庁長官（* 1949年）[13]
- 11月3日 - 菊池康郎、日本のアマチュア囲碁棋士、緑星囲碁学園代表、全日本囲碁協会理事長（* 1929年）[14]
- 11月3日 - 田中鳳柳、日本の書家（* 1932年）[15]
- 11月3日 - 湯曜明（中国語版）、台湾の元軍人、元国防部長・参謀総長（* 1940年）[16]
- 11月3日 - ヨアンナ・ブルズドヴィチ（英語版）、ポーランドの作曲家（* 1943年）[17]
- 11月3日 - 門智昭、日本のアニメーター（* 1966年）[18][19]
- 11月4日 - 岡信子、日本の長崎原爆犠牲者慰霊平和祈念式典被爆者代表（* 1928年）[20]
- 11月4日 - 横井雍、日本の実業家、元住友ゴム工業社長（* 1930年?）[21]
- 11月4日 - 川嶋辰彦、日本の経済学者、学習院大学名誉教授、文仁親王妃紀子父、小室眞子（眞子内親王）・佳子内親王・悠仁親王祖父（* 1940年）[22]
- 11月4日 - 飯島忠彦、日本の解剖学者、九州大学名誉教授（* 1942年）[23]
- 11月4日 - ファネッサ・エンジェル（英語版）、インドネシアの女優、歌手、モデル（* 1993年）[24]
- 11月5日 - 広田馨、日本の実業家、元積水化学工業社長（* 1926年）[25]
- 11月5日 - 椙岡俊一、日本の実業家、元阪急百貨店社長・エイチ・ツー・オー リテイリング会長兼CEO（* 1940年）[26]
- 11月5日 - よしもときんじ（吉本欣司）、日本のアニメーション監督、アニメーター（* 1966年）[27]
- 11月5日 - マリリア・メンドンサ、ブラジルのシンガーソングライター（* 1995年）[28]
- 11月6日 - エフィム・ズヴャギリスキー、ウクライナの政治家、元首相代行（* 1933年）[29]
- 11月6日 - モーリーン・クリーブ（英語版）、イギリスのジャーナリスト、ジョン・レノン「キリスト発言」のインタビュアー（* 1934年）[30]
- 11月6日 - アンジェロ・モスカ、アメリカ合衆国の元アメリカンフットボール選手、プロレスラー（* 1937年）[31]
- 11月6日 - 井上旭、日本のフランス料理シェフ（* 1945年）[32]
- 11月6日 - 鵜久森典妙、日本の映画プロデューサー（* 1948年）[33]
- 11月6日 - アストロ（英語版）（テレンス・ウィルソン）、イギリスの歌手、元UB40メンバー（* 1957年）[34]
- 11月6日 - アンディ・バーカー（英語版）、イギリスのミュージシャン、808ステイトメンバー（* 1968年）[35]
- 11月6日 - ショーン・ローデン、ジャマイカ出身のアメリカ合衆国のボディビルダー、2018年ミスター・オリンピア優勝者（* 1975年）[36]
- 11月7日 - ディーン・ストックウェル、アメリカ合衆国の俳優（* 1936年）[37]
- 11月7日 - エンリケ・ロチャ（英語版）、メキシコの俳優（* 1940年）[38]
- 11月7日 - イゴール・ニクリン、ロシアの元陸上競技選手、1992年バルセロナオリンピックハンマー投銅メダリスト【EUN代表】（* 1960年）[39]
- 11月7日 - セルゲイ・シマトコ、ロシアの政治家、元ロシア連邦エネルギー大臣（* 1966年）[40]
- 11月8日 - 住田健二、日本の原子力工学者、大阪大学名誉教授、元原子力安全委員会委員長代理（* 1930年）[41]
- 11月8日 - 細木数子、日本の作家、タレント、占術家、宗教家（* 1938年）[42]
- 11月8日 - 徳山諄一、日本の推理作家、「岡嶋二人」の片割れ（* 1943年）[43]
- 11月8日 - マッハ隼人、日本の元プロレスラー（* 1951年）[44]
- 11月8日 - 菅沼孝三、日本のミュージシャン、ドラマー（* 1959年）[45]
- 11月8日 - メディナ・ディクソン、アメリカ合衆国の元バスケットボール選手、1992年バルセロナオリンピック女子銅メダリスト（* 1962年）[46]
- 11月8日 - ペドロ・フェリシアーノ、プエルトリコの元MLB・プロ野球選手【ニューヨーク・メッツ、福岡ソフトバンクホークス所属】（* 1976年）[47]
- 11月9日 - 瀬戸内寂聴、日本の小説家、天台宗の尼僧（* 1922年）[48]
- 11月9日 - ジョン・キンセラ（英語版）、アイルランドの作曲家（* 1932年）[49]
- 11月9日 - 河本武、日本の実業家、元ユーハイム社長（* 1942年）[50]
- 11月9日 - リチャード・キャンカ（英語版）、アメリカ合衆国のブロガー、サムシング・オーフル・フォーラム創設者（* 1976年）[51]
- 11月10日 - スパイク・ヒートリー（英語版）、イギリスのダブルベーシスト（* 1933年）[52]
- 11月10日 - 淀川美代子、日本の雑誌編集者（* 生年不明）[53]
- 11月11日 - 井上實、日本の銀行家、元東京銀行（現三菱UFJ銀行）頭取（* 1924年）[54]
- 11月11日 - エフゲニー・チャゾフ（英語版）、ロシアの医師、元ソビエト連邦保健相、核戦争防止国際医師会議発起人（* 1929年）[55]
- 11月11日 - 糸魚川淳二、日本の地質学者、古生物学者、名古屋大学名誉教授、元豊橋市自然史博物館館長（* 1929年）[56]
- 11月11日 - ヒルマー・コッパー（英語版）、ドイツの銀行家、元ドイツ銀行CEO（* 1935年）[57]
- 11月11日 - フレデリック・ウィレム・デクラーク、南アフリカ共和国の政治家、第7代大統領、アパルトヘイト廃止後初代副大統領、第7代国民党党首（* 1936年）[58]
- 11月11日 - グレアム・エッジ（英語版）、イギリスのドラマー、ソングライター、詩人、ムーディー・ブルースメンバー（* 1941年）[59]
- 11月11日 - ジョン・グッドサル（英語版）、アメリカ合衆国出身のイギリスのギタリスト、ブランドXメンバー（* 1953年）[60]
- 11月11日 - 李應元（英語版）、台湾の政治家、元立法院議員・行政院秘書長・環境保護署長（* 1953年）[61]
- 11月11日 - アガ・ミコライ（英語版）、ポーランドのソプラノ歌手（* 1971年）[62]
- 11月11日 - グレン・デブリース（英語版）、アメリカ合衆国の実業家、宇宙旅行者（* 1972年）[63]
- 11月12日 - 加藤一雄、日本の実業家、元中部日本放送専務（* 1919年または1920年）[64][65]
- 11月12日 - ロン・フラワーズ（英語版）、イングランドの元サッカー選手、元同国代表（* 1934年）[66]
- 11月12日 - 古葉竹識、日本の元プロ野球選手【広島カープ・南海ホークス所属】、広島東洋カープ・横浜大洋ホエールズ監督（* 1936年）[67]
- 11月12日 - マシュー・フェスティング（英語版）、イギリスのマルタ騎士団員、第79代総長（* 1949年）[68]
- 11月13日 - 長谷川和夫、日本の医学者、精神科医、聖マリアンナ医科大学名誉教授（* 1929年）[69]
- 11月13日 - ジョン・ピアソン（英語版）、イギリスの小説家（* 1930年）[70]
- 11月13日 - ボブ・ボンデュラント（英語版）、アメリカ合衆国のレーシングドライバー・インストラクター（* 1933年）[71]
- 11月13日 - ウィルバー・スミス、北ローデシア出身の南アフリカ共和国の小説家（* 1933年）[72]
- 11月13日 - ワダ・エミ、日本の衣裳デザイナー（* 1937年）[73]
- 11月13日 - ギルバート・ハーマン、アメリカ合衆国の哲学者（* 1938年）[74]
- 11月13日 - 時崎雄司、日本の政治家、元日本社会党衆議院議員（* 1940年）[75]
- 11月13日 - 木下守、日本の実業家、G-7ホールディングス創業者（* 1942年）[76]
- 11月13日 - 高井和大、日本の神職、貴船神社宮司（* 1942年）[77]
- 11月13日 - グリゴリー・ガリツィン、ロシアの写真家（* 1957年）[78]
- 11月14日 - エテル・アドナン（英語版）、レバノン出身のアメリカ合衆国の詩人、エッセイスト、ビジュアルアーティスト（* 1925年）[79]
- 11月14日 - 大越敬桃、日本の書家（* 1932年?）[80]
- 11月14日 - 日比野弘、日本のラグビー指導者、元ラグビー日本代表監督（* 1934年）[81]
- 11月14日 - バーティ・オールド（英語版）、スコットランドの元サッカー選手・指導者、元同国代表（* 1938年）[82]
- 11月14日 - 中村英樹、日本の美術評論家（* 1940年）[83]
- 11月14日 - ソムキアット・ポンパイブーン（英語版）、タイの政治家、大学講師、民主市民連合幹部（* 1950年）[84]
- 11月14日 - イ・ドンウォン（朝鮮語版）、韓国の歌手（* 1951年）[85]
- 11月14日 - ヒース・フリーマン（英語版）、アメリカ合衆国の俳優（* 1980年）[86]
- 11月15日 - クラリッサ・イーデン（英語版）、イギリスの元首相配偶者、アンソニー・イーデン夫人（* 1920年）[87]
- 11月15日 - マンヌー・バンダーリー、インドの作家（* 1931年）[88]
- 11月15日 - 比留木忠治、日本出身のカナダの生物学者（* 1931年）[89]
- 11月15日 - 青木茂、日本の美術史家（* 1932年）[90]
- 11月15日 - エストレージャ・ブランカ（英語版）、メキシコの元プロレスラー（* 1938年）[91]
- 11月15日 - ハッサン・アジズル・ホク、バングラデシュの作家（* 1939年）[92]
- 11月15日 - 飯田則子、日本の音楽プロデューサー（* 1944年）[93]
- 11月15日 - フリオ・ルーゴ、ドミニカ共和国の元MLB選手【ボストン・レッドソックスなどに所属】（* 1975年）[94]

## 16日 - 30日

川柳川柳／11月17日没

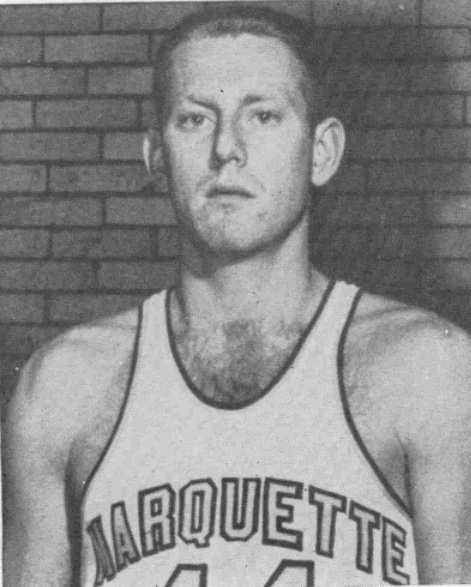
ドン・コージス／11月19日没

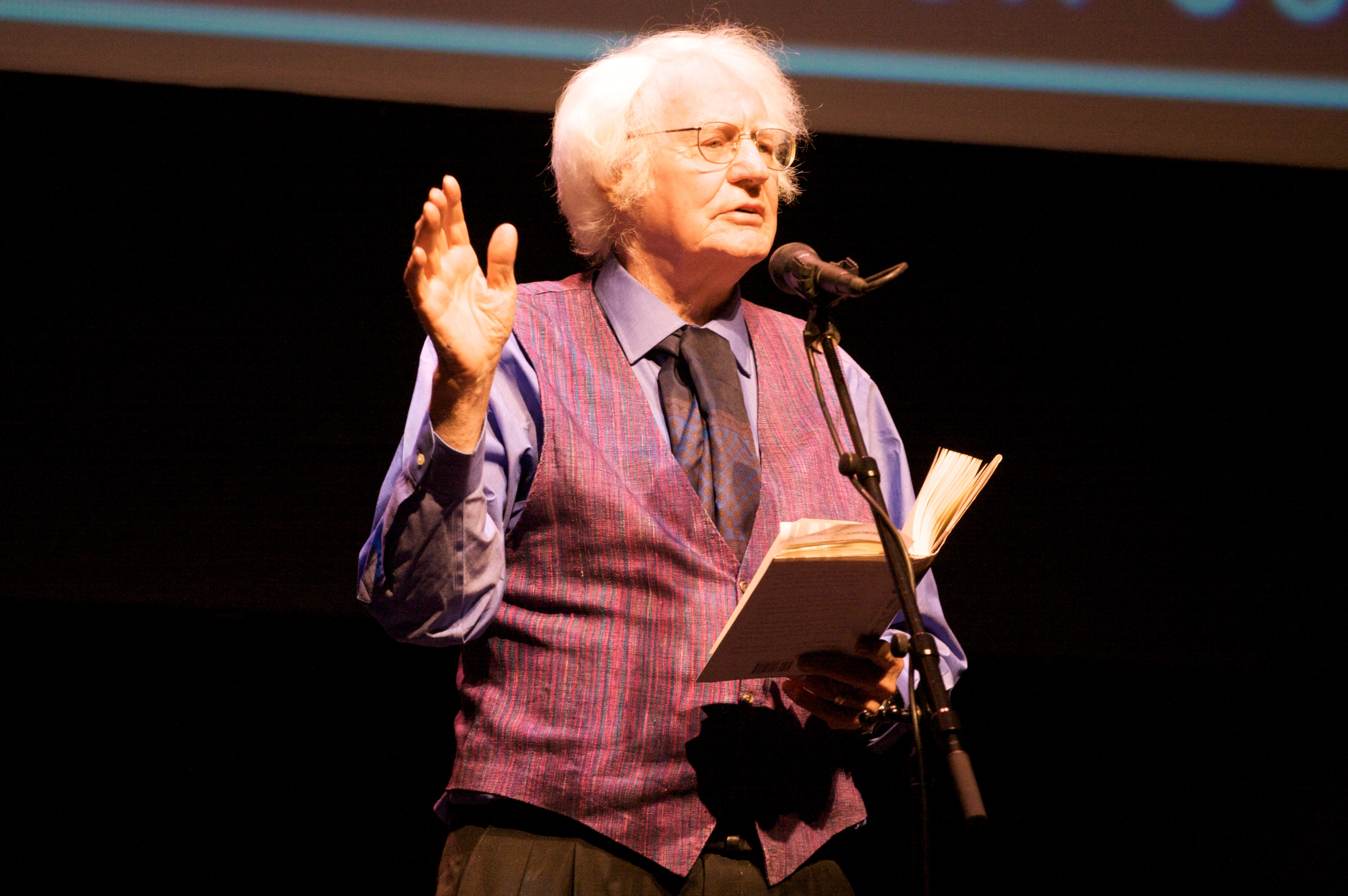
ロバート・ブライ／11月21日没

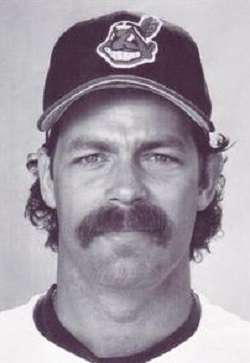
ダグ・ジョーンズ／11月22日没

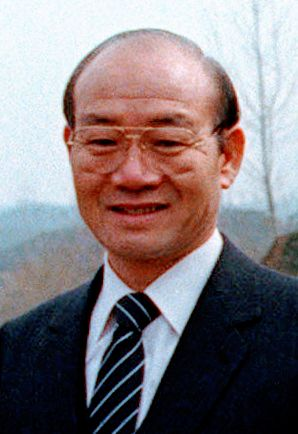
全斗煥／11月23日没

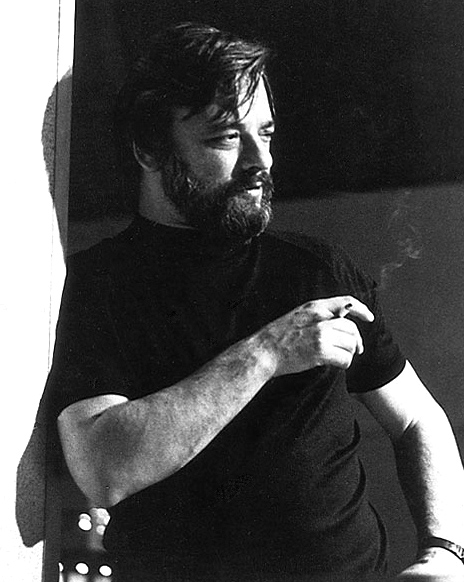
スティーヴン・ソンドハイム／11月26日没

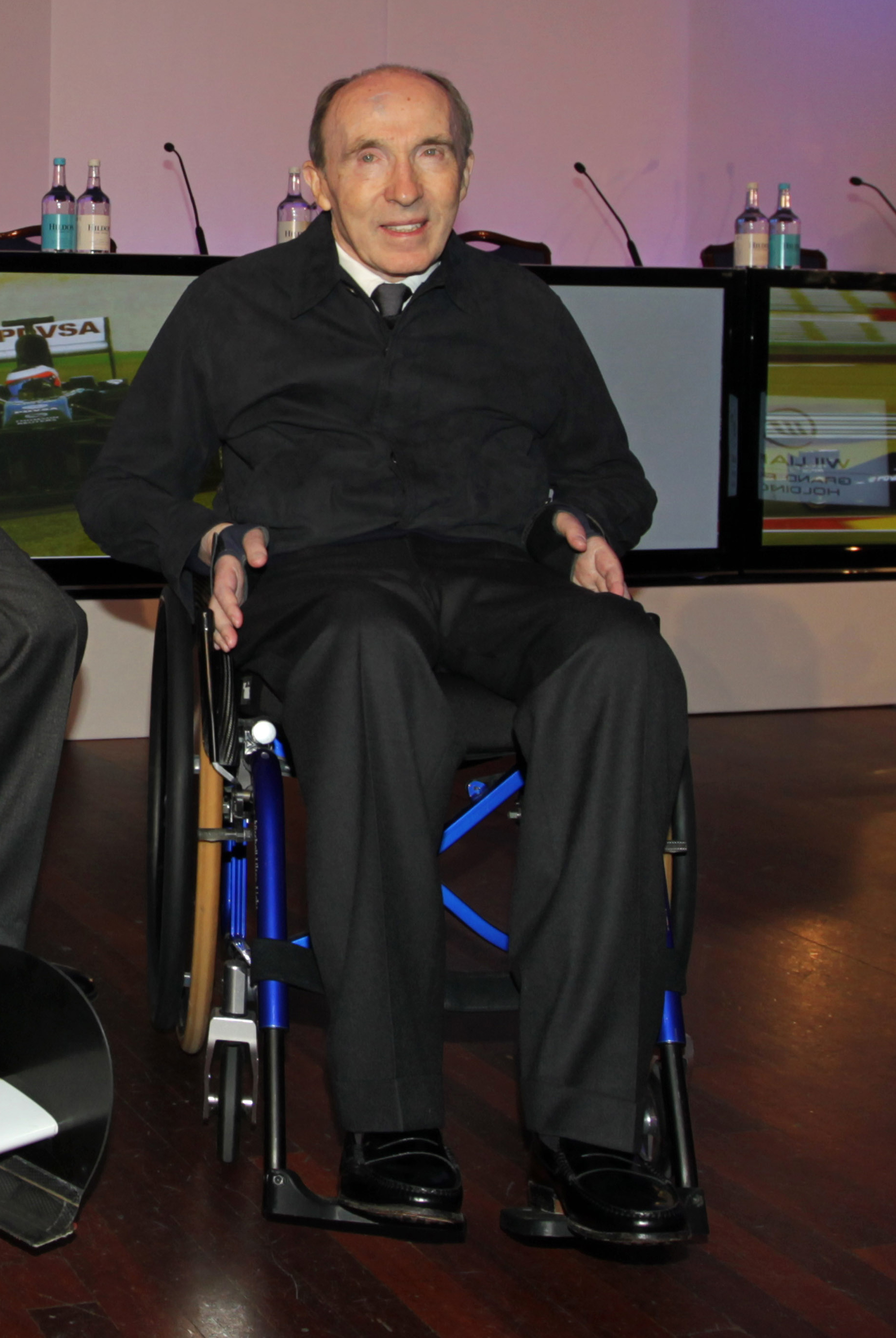
フランク・ウィリアムズ／11月28日没

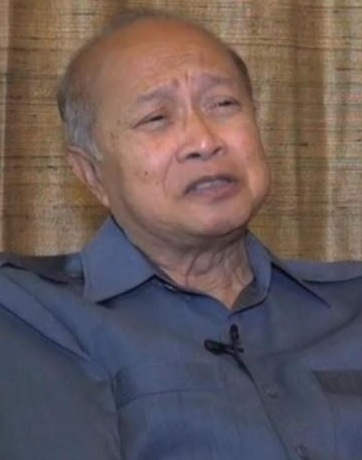
ノロドム・ラナリット／11月28日没

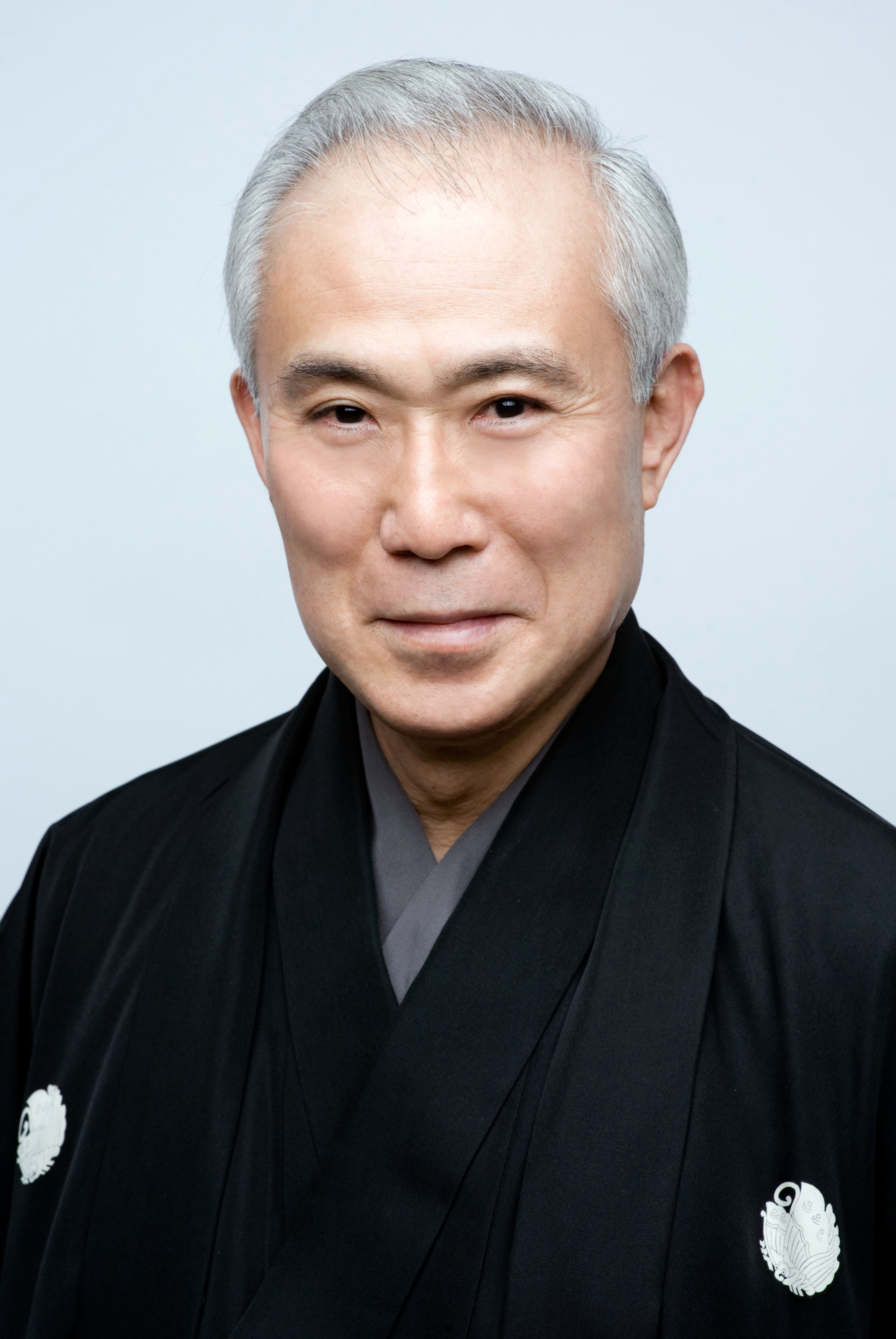
二代目 中村吉右衛門／11月28日没

アンドレイ・ホテーエフ／11月28日没

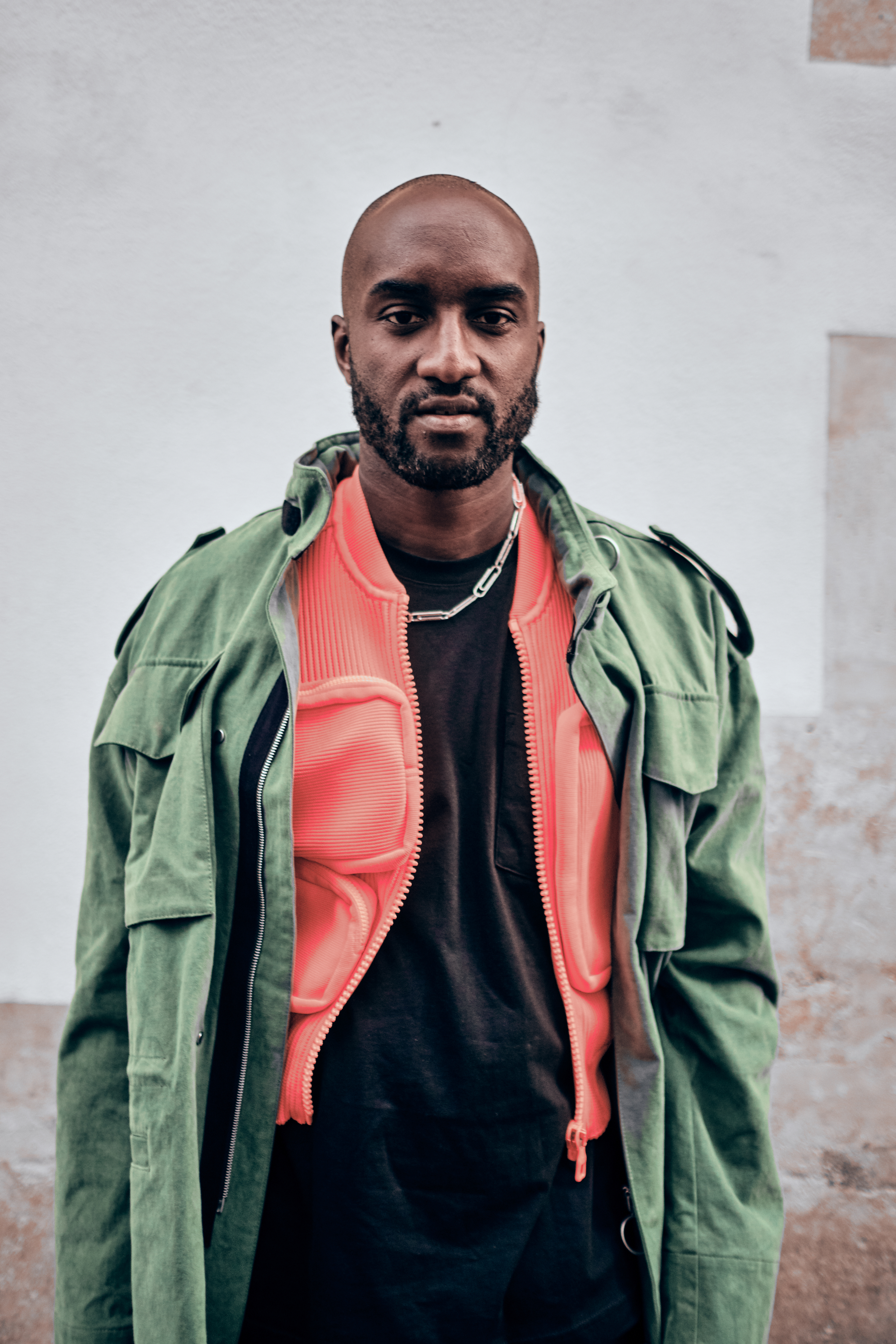
ヴァージル・アブロー／11月28日没

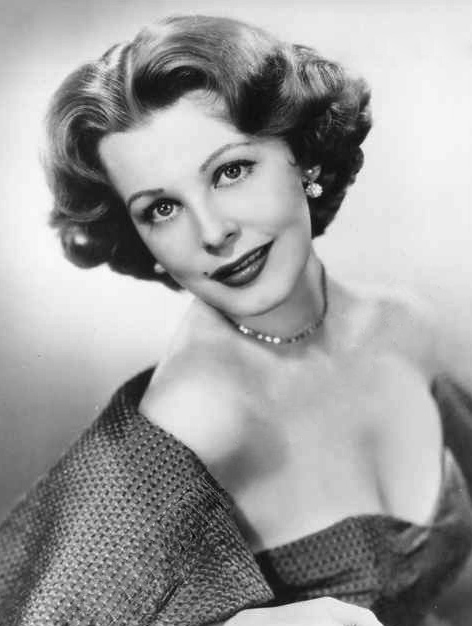
アーレン・ダール／11月29日没

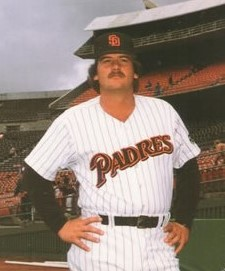
ラマー・ホイト／11月29日没

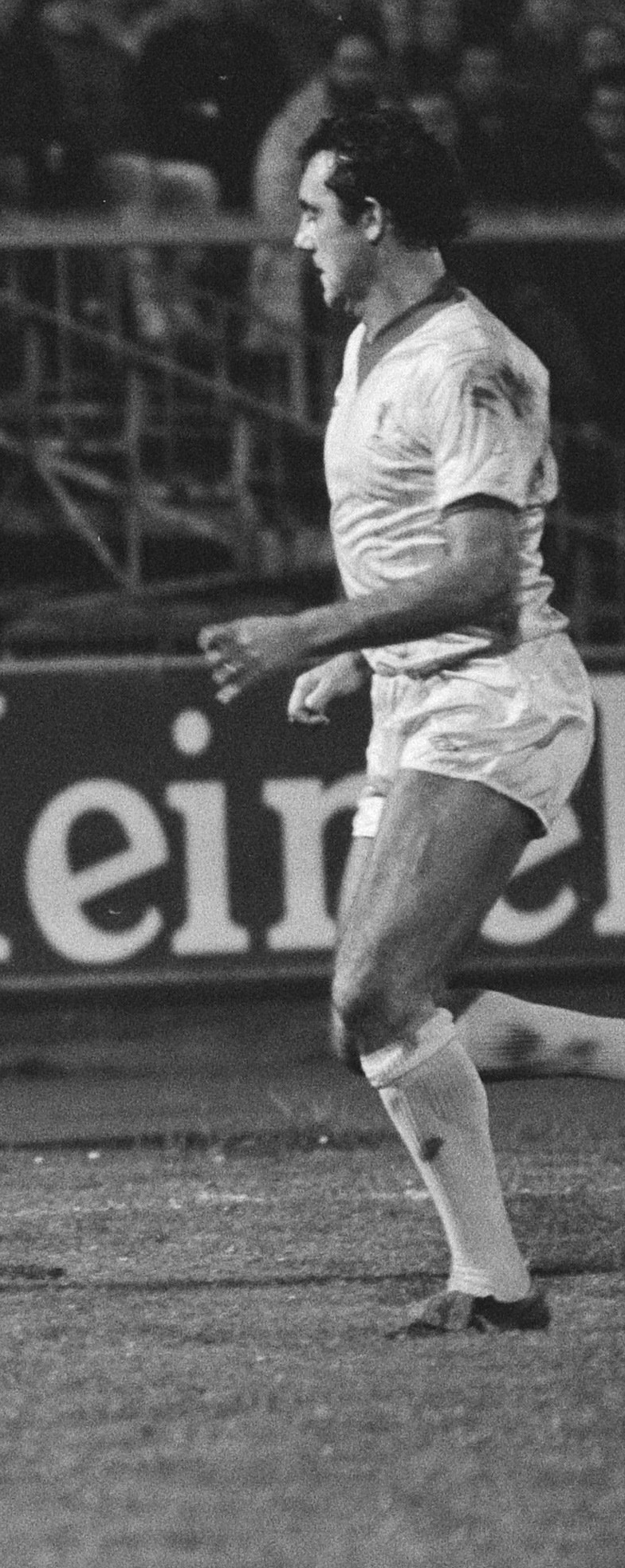
レイ・ケネディ／11月30日没

- 11月16日 - 李英淑（英語版）、北朝鮮の抗日運動家、政治家（* 1916年）[95]
- 11月16日 - 深野和夫、日本の銀行家、元山陰合同銀行頭取（* 1925年）[96]
- 11月16日 - 村田源一朗、日本の実業家、新聞記者、元岩手日報社社長（* 1932年）[97]
- 11月16日 - 重藤毅直、日本の実業家、元日立造船社長（* 1937年）[98]
- 11月16日 - アレクサンドル・ロシュコフ、ロシアの外交官、元駐日ロシア大使、外務次官（* 1943年）[99]
- 11月16日 - 小賀坂敦、日本の財団法人理事、企業会計基準委員会委員長（* 1962年）[100]
- 11月17日 - 川柳川柳、日本の落語家【落語協会所属】（* 1931年）[101]
- 11月17日 - 鶴澤正一郎、日本の三味線奏者（* 1931年）[102]
- 11月17日 - デイヴ・フリッシュバーグ（英語版）、アメリカ合衆国のジャズミュージシャン（* 1933年）[103]
- 11月17日 - レオニード・バルテネフ、ウクライナの元陸上競技選手、1956年メルボルン・1960年ローマオリンピック4×100mリレー銀メダリスト【旧ソビエト連邦代表】（* 1933年）[104]
- 11月17日 - ジミー・ダーラム（英語版）、アメリカ合衆国の彫刻家、詩人（* 1940年）[105]
- 11月17日 - 柿原崇志、日本の高安流大鼓方（* 1940年）[106]
- 11月17日 - アート・ラフルー、アメリカ合衆国の俳優（* 1943年）[107]
- 11月17日 - 小原玲、日本の写真家（* 1961年）[108]
- 11月17日 - イゴール・サヴォチキン（英語版）、ロシアの俳優（* 1963年）[109]
- 11月17日 - テュヌス・ヨルダーン、南アフリカ共和国のシンガーソングライター（* 1971年）[110]
- 11月17日 - ヤング・ドルフ（英語版）、アメリカ合衆国のラッパー（* 1985年）[111]
- 11月18日 - アック・バン・ルーイエン、オランダのジャズ・トランペット奏者（* 1930年）[112]
- 11月18日 - ピーター・バック（英語版）、アメリカ合衆国の実業家、サブウェイ共同創業者（* 1930年）[113][114]
- 11月18日 - ヨルゲン・ホーゲン・ソーレンセン（英語版）、デンマークの彫刻家（* 1934年）[115]
- 11月18日 - ミック・ロック（英語版）、イギリスの写真家（* 1948年）[116][117]
- 11月19日 - 唐沢俊二郎、日本の政治家、元自由民主党衆議院議員、第47代郵政大臣、第32代自由民主党総務会長（* 1930年）[118]
- 11月19日 - 江上泰山、日本の僧侶、金閣寺執事長（* 1936年）[119]
- 11月19日 - 横田パウロ、ブラジルの官僚、元ブラジル中央銀行理事・国家農地改革研究所総裁（* 1938年）[120]
- 11月19日 - ドン・コージス、アメリカ合衆国の元バスケットボール選手【サンディエゴ・ロケッツなどに所属】（* 1939年）[121]
- 11月19日 - ジョエル・マイアソン、アメリカ合衆国の文学者、サウスカロライナ大学特別名誉教授（* 1945年）[122]
- 11月19日 - ウィル・ライアン（英語版）、アメリカ合衆国の声優、歌手（* 1949年）[123]
- 11月19日 - 柳家紫文、日本の三味線漫談家【落語協会所属】（* 1957年）[124]
- 11月19日 - デヴィッド・ロングドン（英語版）、イギリスのミュージシャン、ビッグ・ビッグ・トレイン（英語版）メンバー（* 1965年）[125]
- 11月20日 - 関根信昭、日本の声優、俳優（* 1934年）[126]
- 11月20日 - ビリー・ヒンシ（英語版）、アメリカ合衆国のミュージシャン（* 1951年）[127]
- 11月20日 - フランシス・ローゼンブルース、アメリカ合衆国の政治学者（* 1958年）[128]
- 11月20日 - 豊ノ海真二、日本の元大相撲力士【二子山部屋所属】、18代山響親方（* 1965年）[129]
- 11月21日 - ジャン＝ピエール・シュマシェール（英語版）、フランスのトラピスト会修道士、ティビリヌの修道士殺害事件生存者（* 1924年）[130]
- 11月21日 - ロバート・ブライ、アメリカ合衆国の詩人（* 1926年）[131]
- 11月21日 - 澤田浩、日本の実業家、ニップン代表取締役会長（* 1931年）[132]
- 11月21日 - ラルフ・ミラー、アメリカ合衆国の元アルペンスキー選手（* 1933年）[133]
- 11月21日 - ジョーイ・モーガン（英語版）、アメリカ合衆国の俳優（* 1993年）[134]
- 11月22日 - 森川宏映、日本の天台宗僧侶、第257世天台座主（* 1925年）[135]
- 11月22日 - ノア・ジョーンズ（英語版）、アメリカ合衆国の小説家（* 1926年）[136]
- 11月22日 - 榎本勝起、日本のアナウンサー【元東京放送所属】、ラジオパーソナリティ、放送ジャーナリスト（* 1929年）[137]
- 11月22日 - 坂井弘一、日本の政治家、元公明党衆議院議員（* 1929年）[138]
- 11月22日 - 国保徳丸、日本の実業家、元テレビ愛知社長、テレビ東京副社長、日本経済新聞社社友（* 1932年）[139]
- 11月22日 - ムロタニツネ象、日本の漫画家（* 1934年）[140]
- 11月22日 - 藤井浩、日本の実業家、元日本ペイント社長（* 1935年）[141]
- 11月22日 - 馬淵良、日本の飛込競技選手（* 1933年）[142]
- 11月22日 - マリー・ヴェルシニ（英語版）、フランスの女優（* 1940年）[143]
- 11月22日 - 喜多條忠、日本の作詞家、小説家（* 1947年）[144]
- 11月22日 - 笹本稜平、日本の小説家（* 1951年）[145]
- 11月22日 - ダグ・ジョーンズ、アメリカ合衆国の元MLB選手【クリーブランド・インディアンスなどに所属】（* 1957年）[146]
- 11月23日 - 穂高稔、日本の俳優（* 1927年）[147]
- 11月23日 - 全斗煥、韓国の政治家、第11・12代大韓民国大統領（* 1931年）[148]
- 11月23日 - ジェームズ・フィッツ＝アレン・ミッチェル（英語版）、セントビンセントおよびグレナディーン諸島の政治家、第2代イギリス領自治政府首相、第2代首相（* 1931年）[149]
- 11月23日 - ビル・バードン（英語版）、アメリカ合衆国の元MLB選手・指導者【ピッツバーグ・パイレーツ、ヒューストン・アストロズなどに所属】（* 1931年）[150]
- 11月23日 - タチアーナ・チュドヴァ（英語版）、ロシアの作曲家（* 1944年）[151]
- 11月23日（訃報発表日） - マリー・コリンソン（英語版）、マルタ出身のイギリスのモデル、女優（* 1952年）[152]
- 11月23日 - ヒューエル・デ・オリベイラ・ファウスティーノ、ブラジルのサッカー選手【湘南ベルマーレなどに所属】（* 1998年）[153]
- 11月24日 - ヘルマン・バウジンガー、ドイツの民俗学者、ゲルマニスト（* 1926年）[154]
- 11月24日 - マリリン・マクロード（英語版）、アメリカ合衆国のシンガーソングライター（* 1939年）[155]
- 11月24日 - 谷口克広、日本の歴史家、戦国史研究家（* 1943年）[156]
- 11月24日 - マールティンシュ・ブラウンス（英語版）、ラトビアの作曲家（* 1951年）[157]
- 11月25日 - 今井賢一、日本の経営学者、一橋大学名誉教授（* 1931年）[158]
- 11月25日 - 柳井浩、日本の管理工学者、慶應義塾大学名誉教授（* 1937年）[159]
- 11月26日 - 中田耕治、日本の評論家、小説家、翻訳家（* 1927年）[160]
- 11月26日 - 蓬原雄三、日本の育種学者、名古屋大学名誉教授（* 1929年）[161]
- 11月26日 - スティーヴン・ソンドハイム、アメリカ合衆国の作詞家・作曲家（* 1930年）[162]
- 11月26日 - マイケル・フィッシャー、イギリスの物理学者、化学者、数学者（* 1931年）[163]
- 11月26日 - アレクサンドル・ティモシニン（英語版）、ロシアの元ボート競技選手、1968年メキシコシティー・1972年ミュンヘンオリンピックダブルスカル金メダリスト（* 1948年）[164]
- 11月26日 - 平原まこと、日本のサックス奏者（* 1952年）[165]
- 11月26日 - ショバーン・カッティガン（英語版）、スコットランドのラグビー選手、同国女子代表（* 1995年）[166]
- 11月27日 - エド・マクラナハン（英語版）、アメリカ合衆国の小説家（* 1932年）[167]
- 11月27日 - ルイ・オオタケ（英語版）、ブラジルの建築家（* 1938年）[168]
- 11月27日 - 朴鐘水（英語版）、朝鮮出身のカナダの武術家、元国際テコンドー連盟副総裁（* 1941年）[169]
- 11月27日 - 中村貴之、日本の歌手・ギタリスト、フォークグループ「NSP」メンバー（* 1953年）[170]
- 11月27日 - アルムデナ・グランデス・エルナンデス、スペインの作家（* 1960年）[171]
- 11月28日 - アンドレイ・アンドレーエヴィチ・ロマノフ（英語版）、ロシアのロシア帝位請求者（* 1923年）[172]
- 11月28日 - フスト・ガリェゴ・マルティネス（英語版）、スペインの元トラピスト会修道士、フスト大聖堂（スペイン語版）を単独で建築した人物（* 1925年）[173]
- 11月28日 - ライラ・ハルメ（英語版）、フィンランドの歌手、ユーロビジョン・ソング・コンテスト1963同国代表（* 1934年）[174]
- 11月28日 - リー・エルダー（英語版）、アメリカ合衆国のプロゴルファー（* 1934年）[175]
- 11月28日 - 幕田圭一、日本の実業家、元東北電力社長、第6代東北経済連合会会長（* 1935年）[176]
- 11月28日 - 暮石彰、日本の実業家、元名鉄百貨店社長（* 1939年?）[177]
- 11月28日 - 田原鐵之助、日本の実業家、元山口銀行頭取（* 1941年?）[178]
- 11月28日 - パット・バレット、アイルランドのプロレスラー（* 1941年）[179]
- 11月28日 - フランク・ウィリアムズ、イングランドのレーシングドライバー、自動車技術者、ウィリアムズ・レーシング創始者・元代表（* 1942年）[180][181]
- 11月28日 - ノロドム・ラナリット、カンボジアの王族、政治家、元暫定国民政府共同首相、元第一首相、元国民議会議長（* 1944年）[182]
- 11月28日 - 二代目中村吉右衛門、日本の歌舞伎役者（* 1944年）[183]
- 11月28日 - アンドレイ・ホテーエフ、ロシアのピアニスト（* 1946年）[184]
- 11月28日 - アレクサンドル・グラツキー（英語版）、ロシアの歌手、作曲家（* 1949年）[185]
- 11月28日 - ムスタファ・ジェンギズ（英語版）、トルコのサッカー球団経営者、ガラタサライSK代表（* 1949年）[186]
- 11月28日 - エミット・キング（英語版）、アメリカ合衆国の元陸上競技選手、1988年ヘルシンキ世界陸上100m銅・400m×4金メダリスト（* 1959年）[187]
- 11月28日 - 柴田大輔、日本の元暴走族（* 1979年）[188]
- 11月28日 - ヴァージル・アブロー、アメリカ合衆国のファッションデザイナー（* 1980年）[189]
- 11月29日 - アーレン・ダール、アメリカ合衆国の女優（* 1925年）[190]
- 11月29日 - 石川実、日本の英文学者、慶應義塾大学名誉教授（* 1927年）[191]
- 11月29日 - ウラジーミル・ナウーモフ（英語版）、ロシアの映画監督（* 1929年）[192]
- 11月29日 - 佐藤俊一、日本の医学者、岩手医科大学名誉学長（* 1933年）[193]
- 11月29日 - 宮沢雄造、日本の元仙台市職員、元宮沢賢治記念館館長（* 1936年）[194]
- 11月29日 - アレクサンドル・ザイツェフ、ロシアの天文学者（* 1945年）[195]
- 11月29日 - デヴィッド・ガルピリル（英語版）、オーストラリアの俳優（* 1953年）[196]
- 11月29日 - ラマー・ホイト、アメリカ合衆国の元MLB選手【シカゴ・ホワイトソックスなどに所属】（* 1955年）[197][198]
- 11月29日 - 横山仁一、日本の演出家（* 1967年）[199]
- 11月29日 - 白崎彩子、日本のジャズピアニスト（* 1969年）[200]
- 11月30日 - ウリオル・ブイーガス（英語版）、スペインの建築家、都市計画家（* 1925年）[201]
- 11月30日 - 本堂寛、日本の国語教育学者、日本語学者、青山学院大学名誉教授（* 1932年）[202]
- 11月30日 - 嶋田正義、日本の政治家、元兵庫県神崎郡福崎町長（*1935年）[203]
- 11月30日 - 加藤克巳、日本の元プロ野球選手・スカウト【読売ジャイアンツ所属】（* 1935年）[204]
- 11月30日 - マリ＝クレール・ブレ（英語版）、カナダの作家、詩人（* 1939年）[205]
- 11月30日 - デイブ・ドレイパー（英語版）、アメリカ合衆国のボディビルダー、俳優、作家（* 1942年）[206]
- 11月30日 - 三遊亭圓丈、日本の落語家【落語協会所属】（* 1944年）[207]
- 11月30日 - 三島紀元、日本の政治家、元岡山県笠岡市長（* 1946年）[208]
- 11月30日 - ホン・セミン（朝鮮語版）、韓国の歌手（* 1950年）[209]
- 11月30日 - レイ・ケネディ、イングランドの元サッカー選手・指導者、元同国代表（* 1951年）[210]
- 11月30日 - hiro、日本のギタリスト、te'メンバー（* 生年非公表）[211]

## 没日不明
- 古口哲、日本の元プロボクサー・指導者（* 1957年）[212]